# بهشت: امید
بهشت: امید فیلمی است در قالب درام از اولریش زایدل کارگردان اتریشی که در سال ۲۰۱۳ ساخته شده، این فیلم سومین قسمت سه‌گانه بهشت است. این فیلم اولین بار برای شصت و سومین جشنواره فیلم برلین به نمایش درآمد و همچنین برای بخش سینمای معاصر جهان در جشنواره بین‌المللی فیلم تورنتو در سال ۲۰۱۳ اکران عموم شد.

## داستان
در حالی که ملنیا مادرش برای سفر به کنیا رفته، او به همراه گروهی از نوجوانان دارای اضافه وزن برای رژیم گرفتن به کمپ لاغری در کوهستان‌های اتریش می‌روند. زندگی روزمره در اردوگاه با تمرین‌های ورزشی و رژیم غذایی با وعده‌های جیره بندی شده همراه است. شب‌های دختران در اردوگاه از مشکلات دوره بلوغ می‌گویند، سیگار می‌کشند و از آشپزخانه غذا می‌دزدند. ملنیا عاشق پزشک درون اردوگاه می‌شود فردی که با او اختلاف سنی زیادی دارد. دکتر اردوگاه هم بین حس وظیفهٔ خود و میل شخصی اش دچار تردید می‌شود. نهایتاً تصمیم می‌گیرد و کاری می‌کند که دیگر با او در تماس نباشد که باعث رنجش زیاد دختر می‌شود.